# Niphona philippinensis
Niphona philippinensis är en skalbaggsart som beskrevs av Stefan von Breuning 1964. Niphona philippinensis ingår i släktet Niphona och familjen långhorningar.
Artens utbredningsområde är Filippinerna. Inga underarter finns listade i Catalogue of Life.